# 기울기
수학에서 기울기(문화어: 비탈도, 영어: slope 또는 gradient)는 직선이 기울어진 정도를 나타내는 수이다. 데카르트 좌표계에서 직선의 기울기는 대수적으로 다음과 같이 표현될 수 있다.
|  | {\displaystyle m={\frac {\Delta y}{\Delta x}}={\frac {rise}{run}}={\frac {y_{2}-y_{1}}{x_{2}-x_{1}}}} m : 직선의 기울기, {\displaystyle \Delta x,run,x_{2}-x_{1}} : x의 변화량, {\displaystyle \Delta y,rise,y_{2}-y_{1}} : y의 변화량 |

## 개요
유클리드 기하학에서 직선은 두 점 사이를 지나는 가장 짧은 경로인 선분의 양 끝을 무한히 연장한 개념이다. 아르키메데스가 제시한 이러한 개념은 오랫동안 기하학의 공리로서 취급되어 왔다. 17세기 데카르트는 기하학의 제반 개념을 대수적으로 해결하려 하였고 직선 역시 데카르트 좌표계에서 일차방정식으로 나타내게 되었다. 삼각형의 닮음 조건에 따라, 데카르트 좌표계에서 임의의 일차방정식이 나타내는 직선에서 x의 변화량에 대한 y의 변화량의 비는 언제나 일정하기 때문에, 기울기는 직선의 고유량이라고 할 수 있다.
기울기가 m인 일차방정식은 다음과 같이 표기할 수 있다.
{\displaystyle y=mx+b}

## 기울기의 계산
|  | 왼쪽의 그래프와 같이 데카르트 좌표계에 위치한 직선을 생각하면 기울기 m은 다음과 같이 계산할 수 있다. {\displaystyle m={\frac {b-0}{0-a}}} 한편, 이러한 기울기는 이 직선이 x축과 교차하여 이루는 각 {\displaystyle \phi } 의 탄젠트 값과 같다. 즉, {\displaystyle m={\frac {b-0}{0-a}}=\tan \phi } |

## 교통표지
|  | 왼쪽의 교통 표지판에 나타난 경사도 10 %는 주행거리에 대한 고도 상승의 비를 나타낸다. 즉, 100m를 주행할 때 고도가 10m 상승한다는 의미이다. 따라서 기울기는 {\displaystyle {\frac {10m}{100m}}}로 10%가 된다. 이 때의 경사각도는 다음의 식에 의해 구할 수 있다. 경사각 {\displaystyle =\arctan {\frac {10}{100}}=0.1radian\approx 5.7^{\circ }} |

## 같이 보기
- 빗면
- 경사 (지리)